# Dominic Wade
Dominic Wade (Washington D. C., 12 de abril de 1990) es un boxeador profesional estadounidense. Ha sido clasificado como el tercero en el ranking mundial de la FIB. Wade se volvió un luchador destacado en ShoBox: The New Generation cuando peleó contra Sam Soliman, en un combate que ganó, por decisión dividida y se mantuvo invicto.

## Carrera profesional
La FIB ordenó una pelea de campeonato entre el actual campeón de la FIB Gennady Golovkin y el contendiente Dominic Wade después del que el retador obligatorio Tureano Johnson fue incapaz de realizar la pelea con Golovkin debido a una lesión en el hombro. La pelea se llevará a cabo el 23 de abril de 2016, y será trasmitido por HBO.

## Récord profesional
| 20 Ganadas (14 knockouts, 6 decisiones), 1 Perdidas (1 knockouts, 0 decisiones) |           |        |                   |      |               |            |                                                    |                    |
| Nro.                                                                            | Resultado | Record | Oponente          | Tipo | Round, Tiempo | Fecha      | Lugar                                              | Notas              |
| 21                                                                              | G         | 20-1   | Josue Obando      | TKO  | 5 (8), 0:46   | 23-02-2019 | Center Stage, Charlotte, Carolina del Norte        |                    |
| 20                                                                              | G         | 19-1   | Martin Fidel Rios | KO   | 1 (8), 1:48   | 01-02-2019 | Main Street Armory, Rochester, Nueva York          |                    |
| 19                                                                              | D         | 18-1   | Gennady Golovkin  | KO   | 2 (12), 2:37  | 23-04-2016 | Forum, Inglewood, California                       |                    |
| 18                                                                              | G         | 18–0   | Sam Soliman       | DD   | 10 (10)       | 26-06-2015 | Little Creek Casino Resort, Shelton, Washington    |                    |
| 17                                                                              | G         | 17–0   | Eddie Hunter      | TKO  | 2 (10), 2:08  | 20-12-2014 | Little Creek Casino Resort, Shelton, Washington    |                    |
| 16                                                                              | G         | 16–0   | Nick Brinson      | DU   | 10 (10)       | 27-06-2014 | Hard Rock Hotel and Casino, Las Vegas, Nevada      |                    |
| 15                                                                              | G         | 15–0   | Marcus Upshaw     | TKO  | 2 (8), 2:41   | 19-04-2014 | DC Armory, Washington D. C.                        |                    |
| 14                                                                              | G         | 14–0   | Dashon Johnson    | DU   | 6 (6)         | 25-01-2014 | DC Armory, Washington D. C.                        |                    |
| 13                                                                              | G         | 13–0   | Roberto Ventura   | TKO  | 1 8), 2:08    | 26-10-2013 | Boardwalk Hall, Atlantic City, New Jersey          |                    |
| 12                                                                              | G         | 12–0   | Marcus Brooks     | TKO  | 2 (6)         | 22-02-2013 | DC Armory, Washington D. C.                        |                    |
| 11                                                                              | G         | 11–0   | Grover Young      | DU   | 4 (4)         | 18-02-2011 | Wicomico Civic Center, Salisbury, Maryland         |                    |
| 10                                                                              | G         | 10–0   | Brian Norman      | TKO  | 6 (6), 2:57   | 29-01-2011 | Fitzgerald's Casino & Hotel, Tunica, Misisipi      |                    |
| 9                                                                               | G         | 9–0    | Freddie Montoya   | KO   | 2 (6)         | 25-09-2010 | Fitzgerald's Casino & Hotel, Tunica, Misisipi      |                    |
| 8                                                                               | G         | 8–0    | Troy Lowry        | KO   | 1 (6), 2:29   | 17-07-2010 | 4 Bears Casino & Lodge, New Town, Dakota del Norte |                    |
| 7                                                                               | G         | 7–0    | Michael Faulk     | DU   | 4 (4)         | 22-05-2010 | Fitzgerald's Casino & Hotel, Tunica, Misisipi      |                    |
| 6                                                                               | G         | 6–0    | Robert Kliewer    | DU   | 4 (4)         | 16-04-2010 | Wicomico Civic Center, Salisbury, Maryland         |                    |
| 5                                                                               | G         | 5–0    | Bradley Thompson  | TKO  | 1 (4), 0:19   | 21-11-2009 | Fitzgerald's Casino & Hotel, Tunica, Misisipi      |                    |
| 4                                                                               | G         | 4–0    | Tyrone Dowdy      | TKO  | 1 (4), 2:25   | 29-08-2009 | Fitzgerald's Casino & Hotel, Tunica, Misisipi      |                    |
| 3                                                                               | G         | 3–0    | Anthony Cannon    | TKO  | 2 (4), 1:46   | 19-06-2009 | Wicomico Civic Center, Salisbury, Maryland         |                    |
| 2                                                                               | G         | 2–0    | Luis Hodge        | RTD  | 1 (4)         | 03-04-2010 | Pepsi Pavilion, Memphis, Tennessee                 |                    |
| 1                                                                               | G         | 1–0    | Chris Davis       | KO   | 1 (4), 0:28   | 14-03-2009 | Fitzgerald's Casino & Hotel, Tunica, Misisipi      | Debut profesional. |